# Ferry de Clugny
Ferry de Clugny   (Autun, 1430 - Roma, 7 d'octubre de 1483) fou un cardenal i bisbe francès que va ser un alt dignatari i un eclesiàstic al servei dels ducs de Borgonya.

## Biografia
Era fill d'Henri de Clugny, conseller de Joan sense Por, i de Pernette Coullot. A la Universitat de Bolonya va obtenir el doctorat in utroque iure en dret consuetudinari i dret canònic.
De jove va ser membre del Gran Consell de Felip el Bo i mestre de peticions a la cort ducal. Va obtenir del Papa la confirmació del Tractat d'Arràs i les actes del Papa Eugeni IV i els seus successors, i va ser enviat en ambaixada el 1456 al Papa Calixt III.
El duc Felip li havia promès el 1459 el bisbat d'Autun o el de Mâcon quan un dels dos quedaria vacant, però aquests càrrecs van ser ocupats respectivament per Jean Rolin fins al 1483 i Étienne Hugonet fins al 1473.
Va ocupar el càrrec de lloctinent del canceller de Borgonya, a la diòcesi d'Autun, des del 2 de desembre de 1459 i va ser nomenat protonotari apostòlic. També va ser un dels tres ambaixadors de Borgonya enviats a Lluís XI a Melun el gener de 1465.
Després de la mort del duc Felip, va rebre l'encàrrec del nou duc Carles el Temerari de negociar el Tractat de Péronne el 1468, després el 1473, el Tractat de Senlis. Va dirigir el Gran Consell del Duc des del 29 de maig de 1473 i va ser nomenat canceller de l'Ordre del Toisó d'Or el 15 de setembre de 1473.
El 8 d'octubre de 1473 va ser elegit bisbe de Tournai amb el consentiment de Lluís XI.
A la mort del duc Carles el 5 de gener de 1477, els Estats borgonyons es van dividir entre el Regne de França i el Sacre Imperi, i Ferry de Clugny va mantenir la seva lleialtat a l'Imperi.
El juliol de 1480, a Brussel·les, va batejar Margarida, filla de l'arxiduc Maximilià d'Habsburg de i Maria de Borgonya, que va heretar Borgonya després de la mort del seu pare Carles el 1477.
Com la majoria dels prelats de la seva època, Ferry de Clugny va rebre múltiples abadies en comenda, fet que li va permetre mantenir el seu rang en les seves funcions oficials.
A Ferry de Clugny se li va prometre (in pectore) la dignitat de cardenal per Pau II el 1471, però el papa va morir abans d'haver celebrat un consistori, fet que va anul·lar aquesta promesa.
Finalment va ser nomenat cardenal el 15 de maig de 1480 pel papa Sixt IV. El dia 10 va ser rebut pel Papa, que li va donar l'hàbit. El 7 d'octubre de 1483 va sucumbir a un atac i va ser enterrat l'endemà a l'església de Santa Maria del Popolo.